# Albergo Balestri
L'Albergo Balestri è un hotel storico di Firenze, situato in piazza Mentana 7, con affaccio anche sul lungarno Diaz.

## Storia e descrizione
L'area fu segnata fin dal Trecento da case di proprietà della famiglia Alberti, e sicuramente è di antica data (come testimoniano le piante della città) anche la porzione che sporge verso il centro della piazza, sebbene non si mantenga in linea con gli altri edifici più arretrati su quel lato. Presumibilmente le vecchie fabbriche furono unificate in uno stesso immobile nel corso dell'Ottocento durante gli importanti lavori che interessarono il palazzo ora Alberti Malenchini, per essere nuovamente oggetto di lavori nel corso del Novecento.
Attualmente - pur inserendosi adeguatamente nello spazio urbano - il grande edificio ha carattere moderno: permane un ricordo della stagione ottocentesca nella profilatura a finto bugnato delle aperture ad arco terreno, mentre per il resto i prospetti (cinque piani per cinque assi sulla piazza e per sei sui lungarni) sono trattati a intonaco liscio con le bucature profilate da semplici cornici grigie allineate su cornici marcadavanzale ugualmente sottili. Dalla seconda metà dell'Ottocento (probabilmente dal 1888) l'edificio fu adibito a pensione e quindi ad albergo (Hotel Balestri, attualmente del Gruppo Whythebest Hotels).
Tra gli ospiti di quella che fu la pensione Balestri si ricorda il nucleo significativo di intellettuali polacchi che qui si ritrovarono nel 1907, a partire dallo scrittore e filosofo Stanislaw Brzozowski, per giungere a Anatolij Lunačarskij e allo scrittore Maksim Gor'kij. Nel 1919 questa fu la prima sistemazione fiorentina dello scrittore inglese D.H. Lawrence.